# Cemitério de Trinitatis

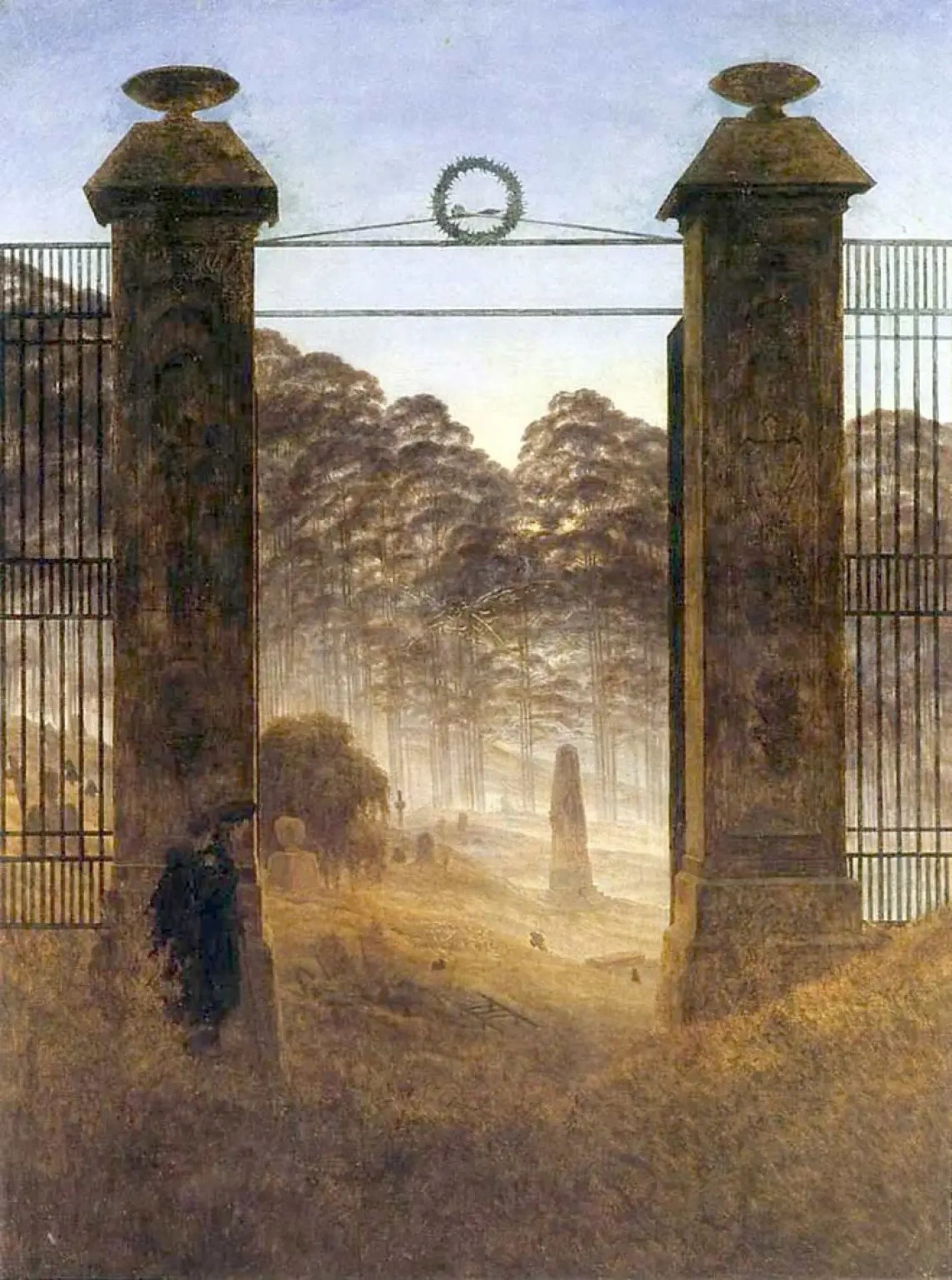
Caspar David Friedrich – Friedhofseingang (inacabado, ca. 1825)

O Cemitério de Trinitatis (em alemão:  Trinitatisfriedhof) no distrito de Johannstadt, Dresden é juntamente com o Eliasfriedhof  um cemitério originalmente construído para o sepultamento de mortos pela peste. Devido ao seu desenho artístico, é um dos cemitérios mais significativos de Dresden em termos de história e cultural, sendo o quinto maior cemitério da cidade.

## História

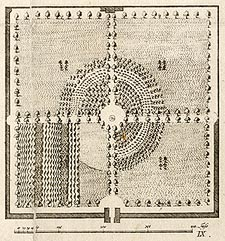
De acordo com o plano do novo local de sepultamento em Dessau, aqui em um plano por volta de 1787, o Trinitatisfriedhof devia ter sido criado originalmente

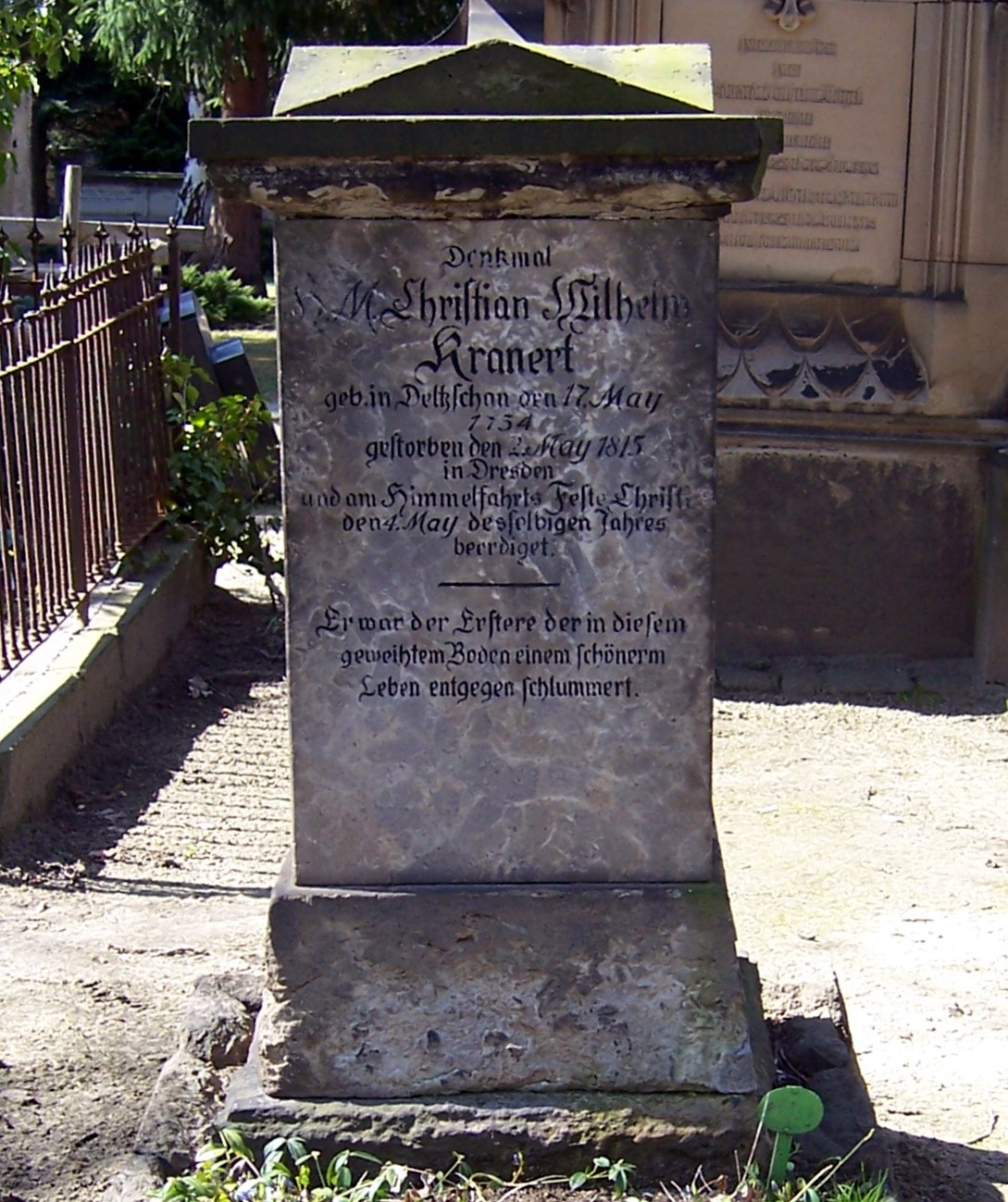
Sepultura de Christian Wilhelm Kranert, a primeira do cemitério

Após a Batalha de Dresden em agosto de 1813 a cidade parecia um hospital de campanha. Cerca de 21.000 familiares dos militares morreram ao longo do ano, e mais de 5.000 civis foram mortos em decorrência de condições catastróficas na cidade após o fim da guerra. Muitas pessoas morreram de fome, mas sucumbiram muito mais depois do fim da guerra por tifo, que em 1814 ceifou mais de 3000 vidas humanas. Os cemitérios de Dresden - Eliasfriedhof, zweiter Annenfriedhof, Innerer Matthäusfriedhof e o Johannisfriedhof (Dresden) - não podiam mais acomodar os mortos deste tempo e também eram culpados pela disseminação da epidemia de tifo devido à sua superlotação.

## Personalidades
- Paul Adolph, diretor de teatro

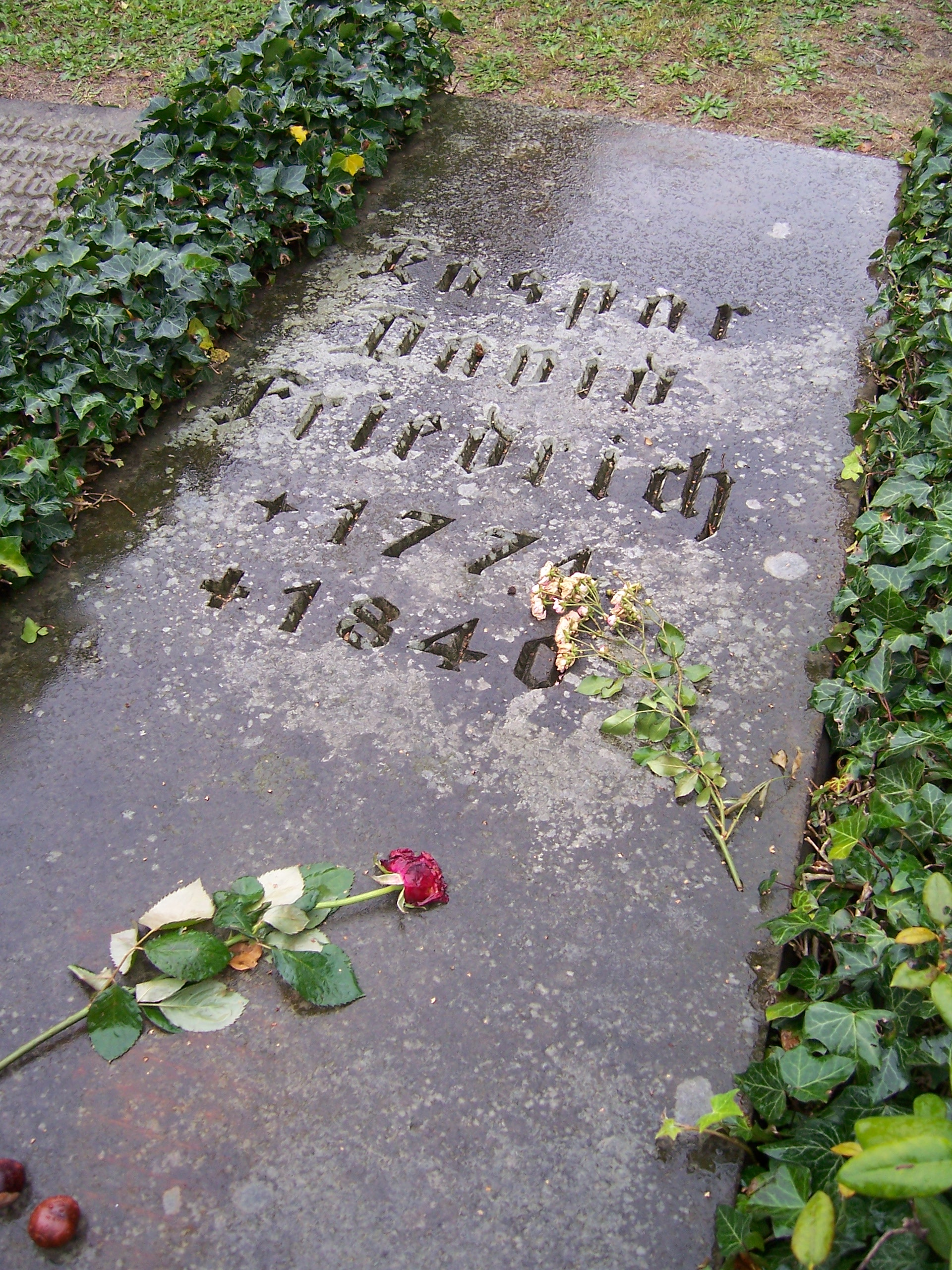
Sepultura de Caspar David Friedrich

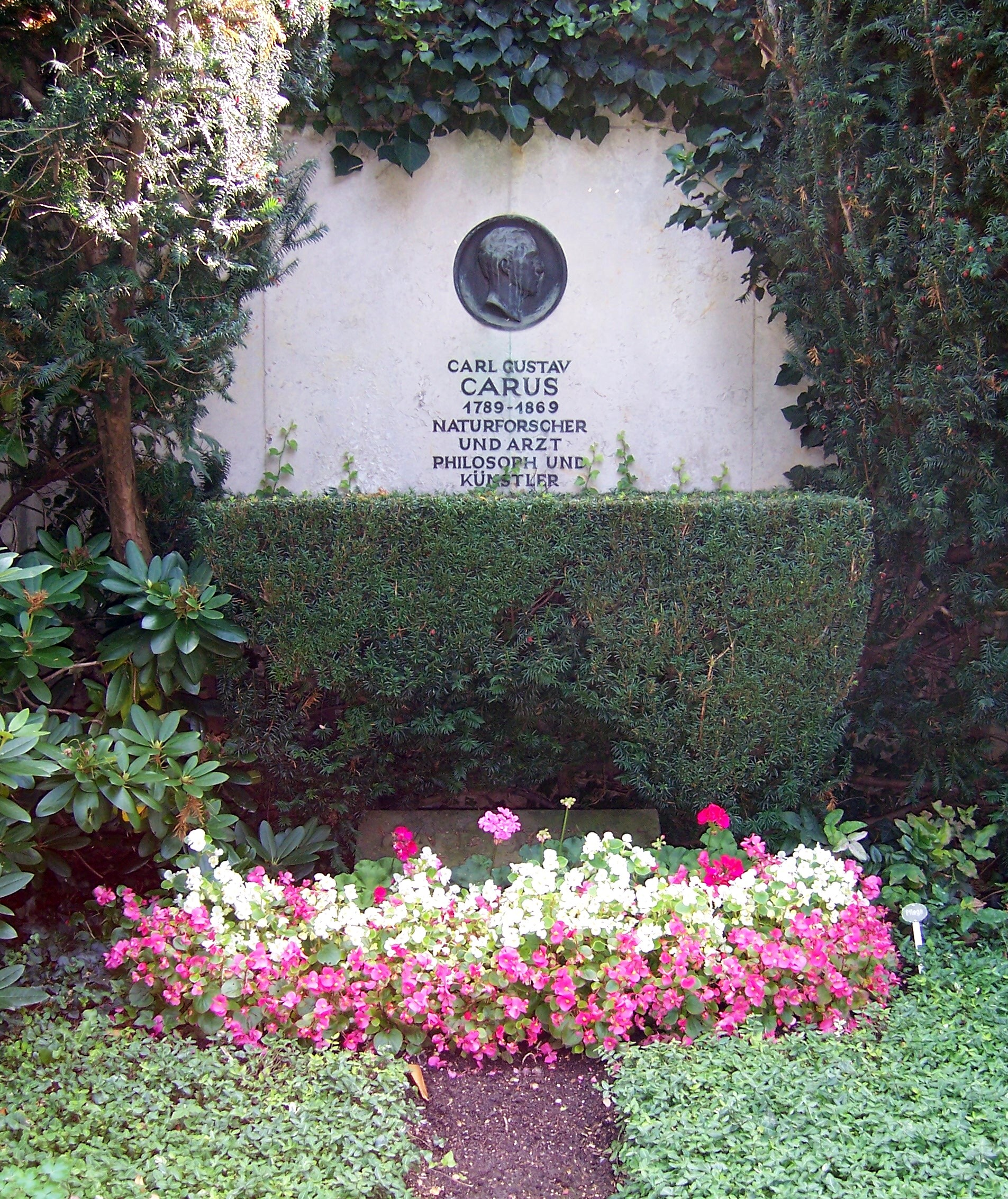
Sepultura de Carl Gustav Carus

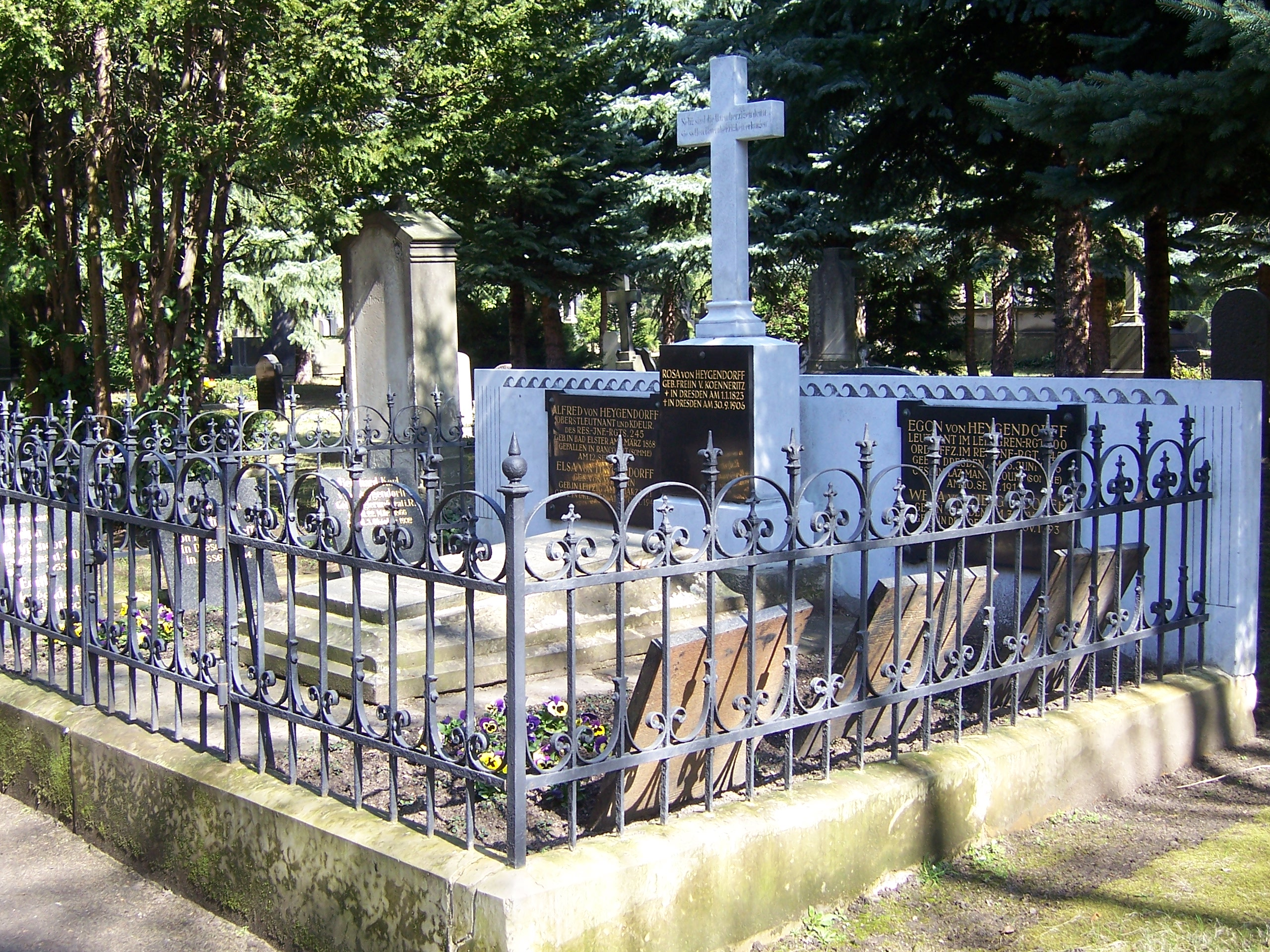
Sepultura da cantora Karoline Jagemann

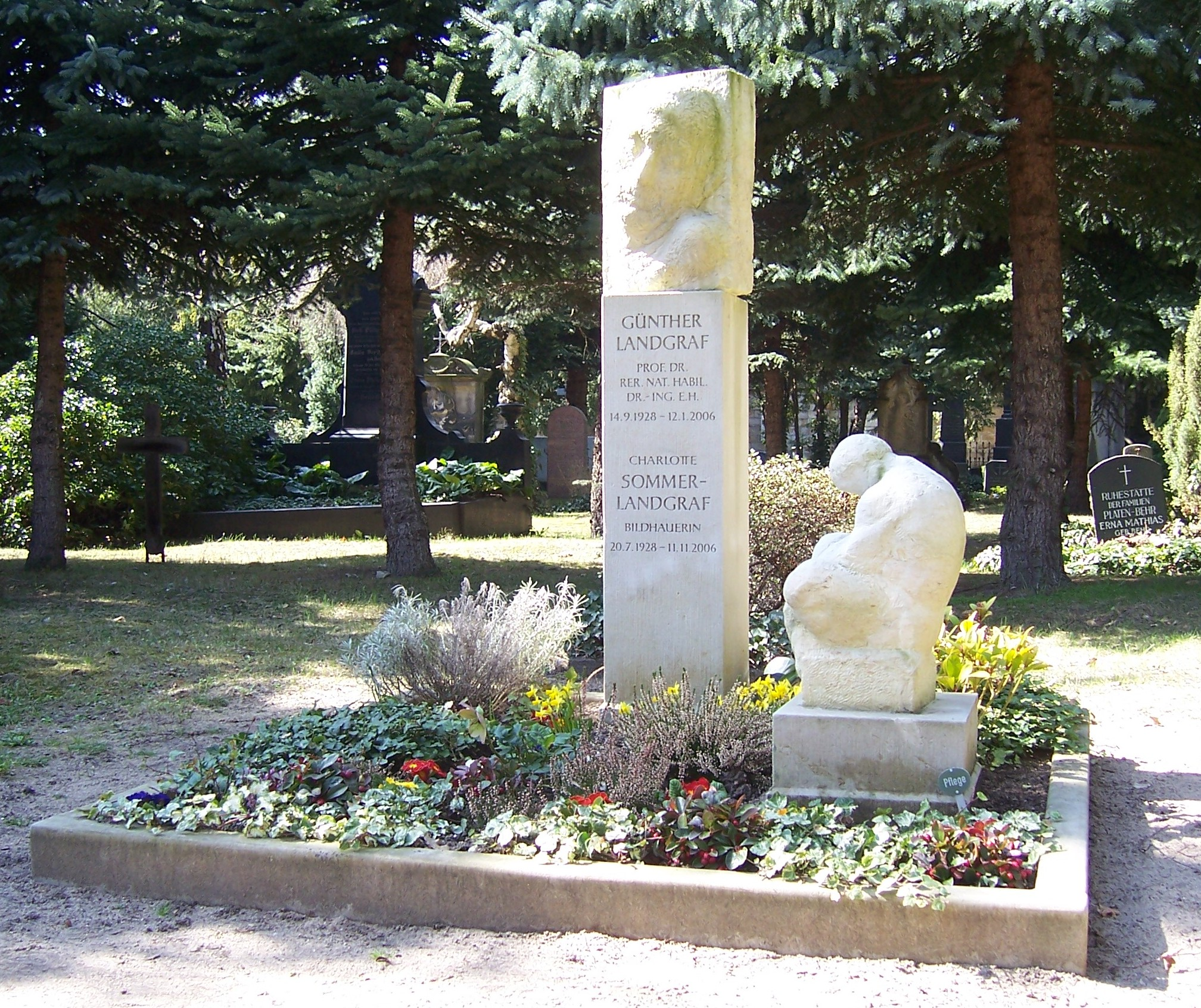
Sepultura de Charlotte Sommer-Landgraf e Günther Landgraf

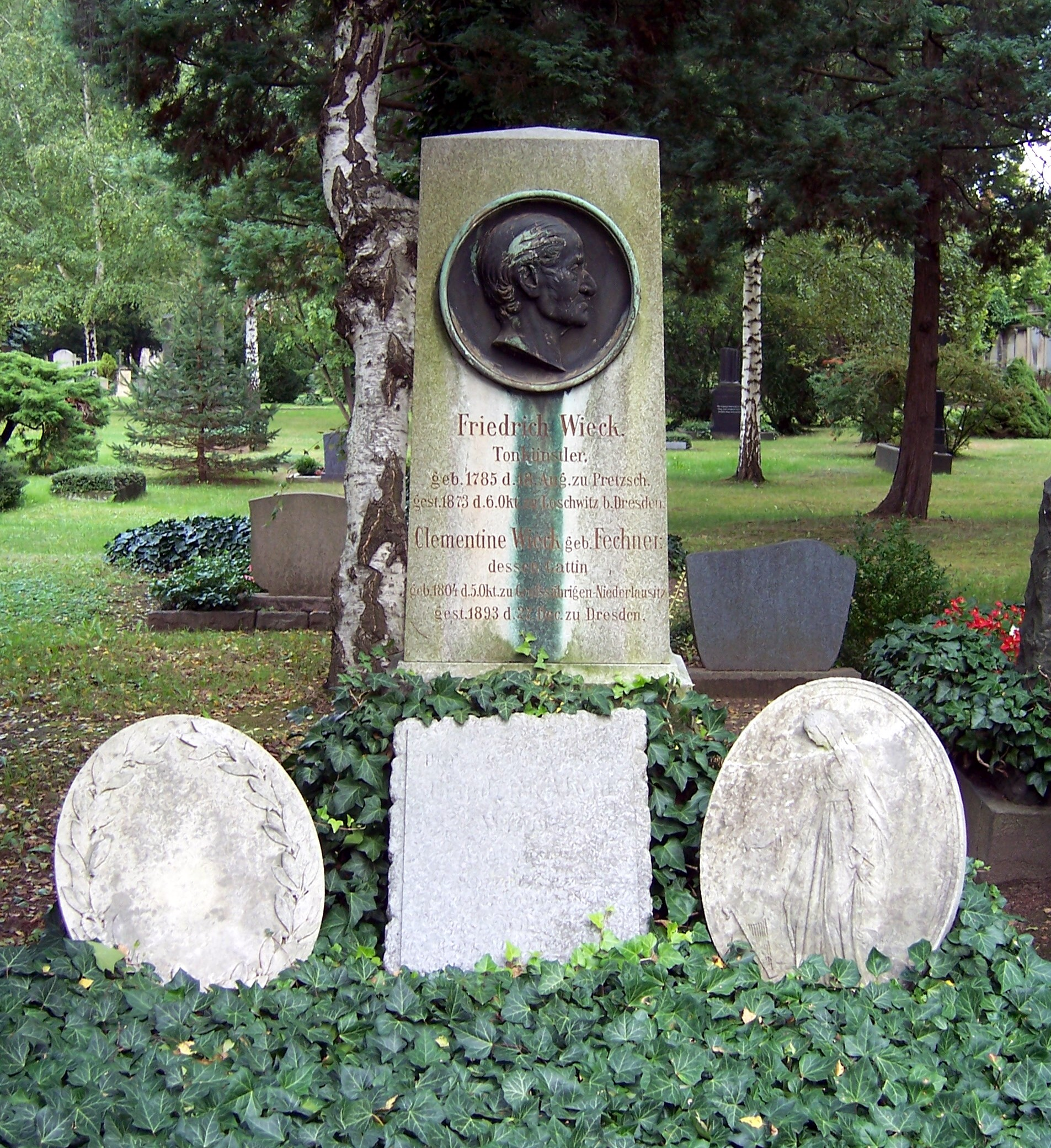
Sepultura de Friedrich Wieck

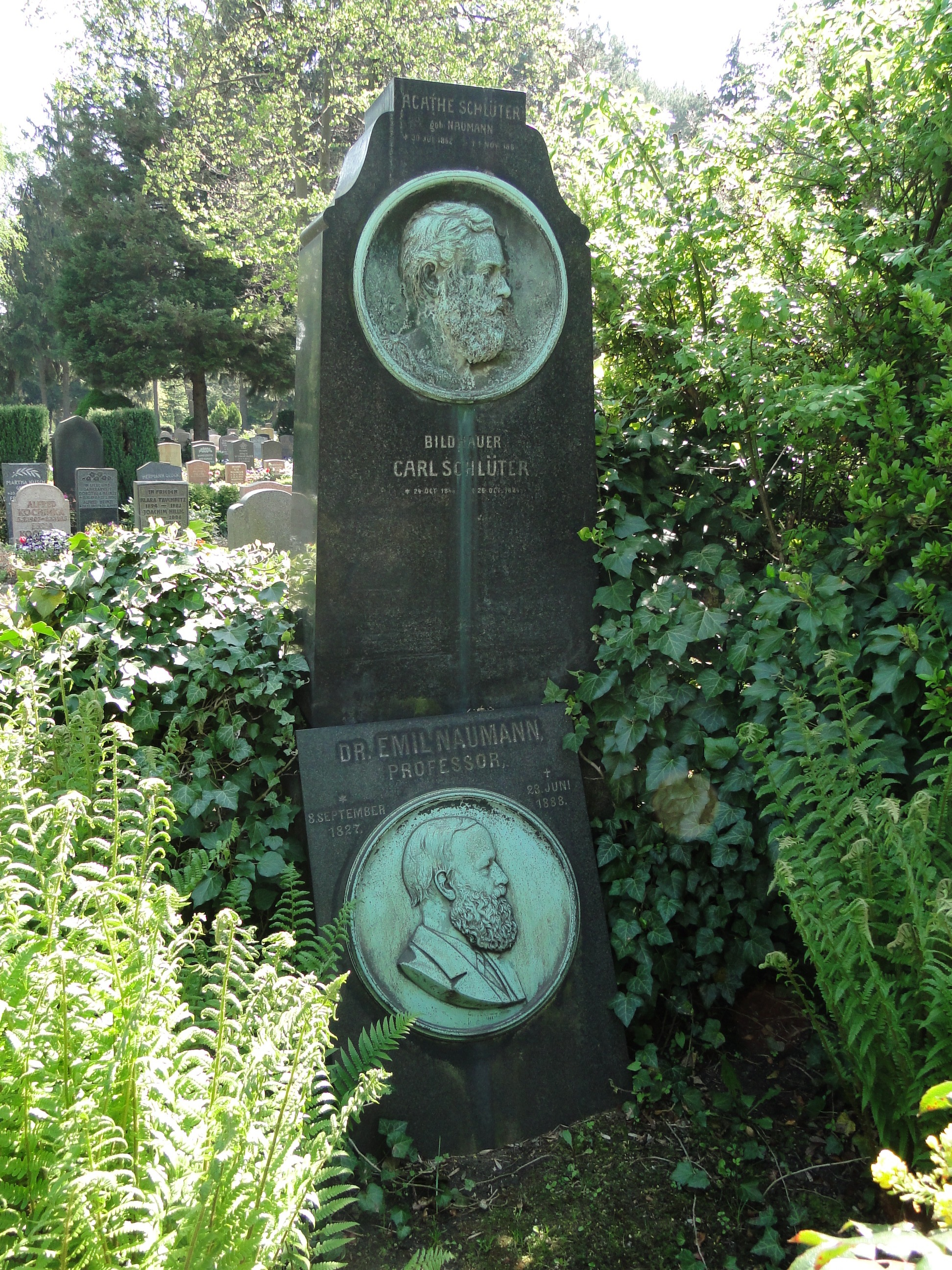
Sepultura de Emil Naumann e Carl Schlüter

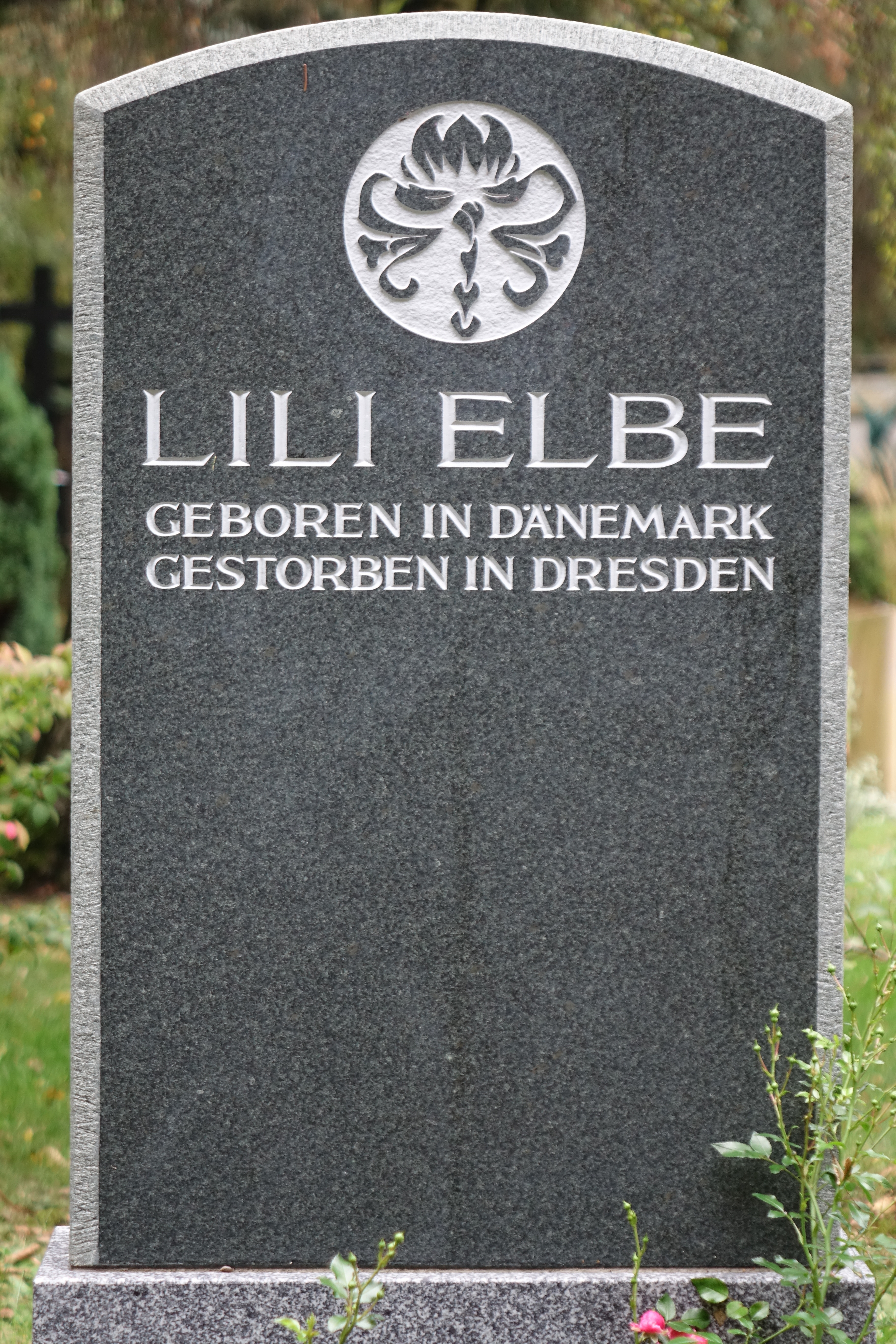
Sepultura de Lili Elbe

- Johann Christoph Arnold (1763–1847), livreiro
- Sophie von Baudissin (1817–1894), escritora
- Wolf Heinrich Graf von Baudissin (1789–1878), escritor e tradutor
- Dietrich Otto von Berlepsch (1823–1896), advogado alemão e político religioso
- Georg Berndt (1880–1972), técnico de medição
- Heinrich August Blochmann (1787–1851), agricultor e comissário
- Rudolf Sigismund Blochmann (1784–1871), pioneiro da iluminação a gás
- J. Arthur Bohlig (1879–1975), arquiteto
- Franz Magnus Böhme (1827–1898), compositor
- Karl Friedrich Emil Bönisch (1832–1894), prefeito de Dresden
- Harald Julius von Bosse (1812–1894), arquiteto teuto-russo
- Hermann von Broizem (1850–1918), general saxão da cavalaria , comandante militar na Saxônia
- Hugo Bürkner (1818–1897), pintor
- Carl Gustav Carus (1789–1869), médico e pintor
- Lili Elbe (1882–1931), pintora dinamarquesa
- Heinrich Albert Erbstein (1840–1890), numismático
- Julius Richard Erbstein (1838–1907), numismático
- Julius Theodor Erbstein (1803–1882), arquivista e numismático
- Ernst Engel (1821–1896), estatístico e economista social
- Emil Eule (1843–1887), compositor
- Heinrich David August Ficinus (1782–1857), médico e naturalista
- Carl Ludwig Alfred Fiedler (1835–1921), médico
- Kurt Arnold Findeisen (1883–1963), escritor
- Caspar David Friedrich (1774–1840), pintor
- Georg Funk (1901–1990), professor de planejamento urbano
- Bernhard Gerth (1844–1911), filólogo clássico
- Friedrich Gonne (1813–1906), pintor
- Alexe Grahl (1844–1903), fotógrafa
- August Grahl (1791–1868), pintor de miniaturas
- Hugo Grahl (1834–1905), engenheiro agrônomo
- Theodor Grosse (1829–1891), pintor
- Richard Guhr (1873–1956), escultor
- Gustav Adolf Gunkel (1866–1901), compositor
- Hermann Joachim Hahn (1679–1726), pregador
- Carl Gustav Axel Harnack (1851–1888), matemático
- Alfred Moritz Hauschild (1841–1929), arquiteto
- Theodor Hell (1775–1856), escritor
- Christian Gottlob Höpner, (1799–1859) organista e compositor
- Balthasar Hübler (1788–1866), jurista
- Karoline Jagemann (1777–1848), atriz e cantora
- Carl von Kaskel (1797–1874), banqueiro, co-fundador do antigo "Dresdner Bank"
- Johann Friedrich Kind (1768–1843), poeta do "Freischütz"
- Christian Gottlieb Kühn (1780–1828), escultor
- Carl Robert Kummer (1810–1889), pintor
- Günther Landgraf (1928–2006), físico alemão
- Karl Laux (1896–1978), musicólogo
- Constantin Lipsius (1832–1894), arquiteto
- Otto Ludwig (1813–1865), escritor
- Ida von Lüttichau (1798–1856), mecenas
- Wolf Adolf August von Lüttichau (1786–1863), diretor geral do Sächsisches Hoftheater
- Therese Malten (1855–1930), cantora de câmara
- Johann Meyer (1800–1887), comerciante atacadista e mecenas (Johann-Meyer-Häuser em Dresden), cidadão honorário de Dresden
- Hugo Nauck (1837–1894), arquiteto e engenheiro-chefe na Saxônia
- Emil Naumann (1827–1888), compositor
- Hermann Nicolai (1811–1881), arquiteto
- Gottfried Noth (1905–1971), bispo do estado saxão
- Georg von Ompteda (1863–1931), escritor
- Martin Wilhelm Oppenheim (1781–1863), banqueiro
- Ernst Julius Otto (1804–1877), cantor de música sacra
- Paul Gustav Leander Pfund (1849–1923), fundador do "Pfunds Molkerei"
- Otto Pilz (1876–1934), escultor de animais
- Louis Ferdinand von Rayski (1806–1890), pintor
- Alfred Recknagel (1910–1994), físico
- Walter Reichardt (1903–1985), acústico
- Robert Reinick (1805–1852), poeta e pintor
- Carl Gottlieb Reißiger (1798–1859), compositor
- Theodor Reuning (1807–1876), funcionário público
- Ernst Rietschel (1804–1861), escultor
- Julius Rietz (1812–1877), maestro, professor de composição e compositor
- Trajan Rittershaus (1843–1899), engenheiro mecânico
- Wilhelm Schaffrath  (1814–1893), jurista
- Carl Schlüter (1846–1884), escultor
- Johann Gottlob Schneider junior (1789–1864), organista da corte
- Julius Scholtz (1825–1893), pintor
- Friedrich Ernst von Schönfels (1796–1878), político
- Wilhelmine Schröder-Devrient (1804–1860), cantora e atriz
- Rudolf Sendig (1848–1928), hoteleiro
- Friederike Serre (1800–1872), mecenas
- Friedrich Anton Serre (1789–1863), major e mecenas
- Charlotte Sommer-Landgraf (1928–2006), escultora e designer gráfica
- Max von Stephanitz (1864–1936), primeiro padronizador da raça pastor-alemão
- Friedrich Adolph August Struve (1781–1840), médico
- Hermann Thüme (1858–1914), arquiteto
- Christian Leberecht Vogel (1759–1816), pintor
- Karl Vollmöller (1848–1922), romanista e anglicista
- Theodora Elisabeth Vollmöller (1865–1934), escritora e feminista
- Carl von Wagner (1843–1907), engenheiro civil
- Ernst von Weber (1830–1902)
- Friedrich Wieck (1785–1873), educador musical
- Franz Jacob Wigard (1807–1885), professor de taquigrafia
- Clemens Winkler (1838–1904), químico e descobridor do germânio
- Curt Treitschke (1872–1946), oficial de estado maior e cartógrafo militar

Não preservadas são as sepulturas de:
- Christian Friedrich Arnold (1823–1890), arquiteto
- Friedrich Baumfelder (1836–1916), compositor, cantor de música sacra, professor de música, pianista
- Johann Carl Friedrich Bouché (1850–1933), arquiteto de jardins (Gedenkstele)
- Adolph Canzler (1818–1903), arquiteto
- Julius Hübner (1806–1882), pintor, Professor an der Kunstakademie, Direktor der Königlichen Gemäldegalerie Dresden
- Leon Pohle (1841–1908), pintor
- Heinrich Gottlieb Ludwig Reichenbach (1793–1879), Zoologe und Botaniker (Gedenkstele)
- Wilhelm Schaffrath (1814–1893), jurista e político
- Johannes Schilling (1828–1910), escultor (trasladado para Meißen-Zscheila)
- Marie Simon (1824–1877), enfermeira
- Karl Eduard Vehse (1802–1870), historiador
- Richard Treitschke (1811–1883), escritor alemão e professor particular

O alpinista Oscar Schuster (1873–1917) é lembrado em uma placa na Familiengrabstätte.